# Campionato centramericano femminile di pallacanestro 1981
Il 5º Campionato dell'America Centrale e Caraibico Femminile di Pallacanestro FIBA (noto anche come FIBA Centrobasket for Women 1981) si è svolto dal 21 al 27 settembre 1981 a Caguas a Porto Rico. Il torneo è stato vinto dalla nazionale cubana.
I FIBA Centrobasket sono una manifestazione contesa dalle squadre nazionali di Messico, Centro America e Caraibi, organizzata dalla CONCENCABA (Confederazione America Centrale e Caraibi), nell'ambito della FIBA Americas.

## Squadre partecipanti
- Cuba
- El Salvador
- Haiti
- Messico
- Porto Rico
- Rep. Dominicana
- Venezuela

## Classifica finale
| Pos | Squadra         | V-P |
| --- | --------------- | --- |
|     | Cuba            | 6-0 |
|     | Messico         | 4-2 |
|     | Porto Rico      | 4-2 |
| 4   | Rep. Dominicana | 4-2 |
| 5   | Venezuela       | 2-4 |
| 6   | El Salvador     | 1-5 |
| 7   | Haiti           | 0-6 |